# كورن دا تينيزونغ
كورن دا تينيزونغ (بالإنجليزية: Corn da Tinizong)‏ هو أحد جبال سلسلة جبال الألب ألبولا وجزء من القمة الأم بيز كالديراس يقع في كانتون غراوبوندن، سويسرا. يبلغ ارتفاع الجبل حوالي 3173 متر، بينما يبلغ ارتفاع نتوء الجبل 473 متر.